# 比屋根渉
比屋根 渉（ひやね わたる、1987年6月20日 - ）は、沖縄県島尻郡東風平町（現在の八重瀬町）出身の元プロ野球選手（外野手）。

## 経歴

### プロ入り前
沖縄尚学高校3年生時に、春の第77回選抜高等学校野球大会と夏の第87回全国高等学校野球選手権大会にレギュラー中堅手として出場。春の選抜大会ではチームの準々決勝進出に貢献した。1学年下の後輩に、伊志嶺翔大がいる。
高校からの卒業後に城西大学へ進学。首都大学野球のリーグ戦では、2年時の春季、4年時の春季・秋季に、外野手としてベストナインに選ばれた。1番打者に起用された4年の秋季リーグ戦では、打率.421で首位打者にもなっている。在学中には、リーグ戦通算で76試合に出場。本塁打を放てなかったが、打率.282（291打数82安打）、16打点を記録した。
大学卒業後に日本製紙へ入社すると、石巻野球部で1年目から正中堅手の座を確保。1年目の2010年には、チームも創部25年目で初めて都市対抗野球全国大会に出場した。2年目の2011年には、3月11日に野球部のある宮城県石巻市が東日本大震災へ見舞われた影響で、練習を控えた時期が続きながらもJABA東京スポニチ大会での準決勝進出に貢献した。同年のNPBドラフト会議で、東京ヤクルトスワローズから3巡目で指名。契約金5,500万円、年俸1,000万円（金額は推定）で入団した。背番号は0。

### ヤクルト時代
2012年には、公式戦の開幕を一軍で迎えると、4月1日の対読売ジャイアンツ（巨人）戦（東京ドーム）8回表に相川亮二の代走で公式戦初出場。いきなり盗塁を成功させた。7月19日には、HARD OFF ECOスタジアム新潟で催されたフレッシュオールスターゲームに、イースタン・リーグ選抜チームの一員（ヤクルトから選ばれていた麻生知史の故障による代替選手）として出場。同リーグの公式戦にも、41試合の出場で、リーグ3位の22盗塁、打率.297を記録した。一軍公式戦でも、代走を中心に42試合へ出場すると、打率.273、11盗塁という成績を残している。
2013年には、一軍公式戦63試合に出場すると、自己最高の14盗塁をマーク。5月18日の対千葉ロッテマリーンズ戦（明治神宮野球場）では、5回裏に一軍公式戦初本塁打を成瀬善久からの2点本塁打で記録した。
2014年には、一軍公式戦へのシーズン初出場が5月5日の対阪神タイガース戦（神宮）まで持ち越されながら、同月だけで打率.273を記録。一時は、上田剛史との併用扱いながら、「2番・中堅手」としてスタメンに起用されていた。しかし、8月中旬からは一軍と二軍を往復。一軍公式戦全体では、56試合の出場で3年連続の2桁盗塁（10個）を記録しながら、打率が.232にとどまった。
2015年には、川端慎吾を2番打者・山田哲人を3番打者に据えるチーム構想の下で、上田が故障で戦線を離脱していた後半戦から1番打者として一軍公式戦へ出場する機会が増加。上田の戦線復帰を機に併用策へ戻ったものの、自己最多の84試合に出場するとともに、自己最多の3本塁打を記録した。8月22日の中日ドラゴンズ戦では濱田達郎から自身初となる先頭打者本塁打を放っている。
2016年には、一軍公式戦76試合に出場。打率は前年と同じく.230ながら、前年の6盗塁を上回る8盗塁を記録した。8月7日の対阪神戦（神宮）では、5回表から右翼手として出場すると、狩野恵輔が放った浅い飛球を落とし、2点を失う適時失策を犯しながらも4打数4安打2打点をマーク。同点の延長10回裏無死2・3塁で迎えた第4打席で4本目の安打を放ったことによって、チームをサヨナラ勝利に導いた。
2017年には、イースタン・リーグ公式戦55試合の出場で、リーグ2位の26盗塁をマーク。しかし、一軍公式戦への出場は35試合どまりで、プロ入り後初めて盗塁を記録できなかった。
2018年には、青木宣親の復帰や田代将太郎の加入で一軍外野陣の競争が激化した影響で、一軍公式戦への出場機会が激減。4試合の出場で1盗塁を記録したが、2打数無安打という成績にとどまった。シーズン最終盤の10月2日に球団から戦力外通告を受けると、12月2日付で、NPBから自由契約選手として公示された。比屋根自身は、NPB他球団や社会人野球での現役続行を希望していたため、11月13日にはシートバッティング形式の12球団合同トライアウト（タマホームスタジアム筑後）に参加。4人の投手に対して無安打（3三振）という結果に終わった一方で、走者として盗塁を2回成功させた。結局、NPB他球団から獲得のオファーを受けるまでには至らなかった。

### ヤクルト退団後
「納得するまで野球を続けたい」という理由で、2019年は、大和高田クラブ（奈良県大和高田市を拠点に活動するクラブチーム）に所属。
同年10月29日、NPB参入を目標に掲げる沖縄初のプロ野球チーム・琉球ブルーオーシャンズに第1号入団選手として入団することが発表された。2021年9月末日、契約満了により琉球を自由契約となった。

## 選手としての特徴・人物
沖縄尚学高校時代に50m走で6秒2、日本製紙石巻時代に最速で5秒95（いずれも手動計測）を記録したほどの俊足を生かした走塁に定評がある。ただし、ヤクルト時代の2014年に一軍公式戦で5失策を記録するなど、外野手としての守備力は高くない。

## 詳細情報

### 年度別打撃成績
| 年 度    | 球 団    | 試 合 | 打 席 | 打 数 | 得 点 | 安 打 | 二 塁 打 | 三 塁 打 | 本 塁 打 | 塁 打 | 打 点 | 盗 塁 | 盗 塁 死 | 犠 打 | 犠 飛 | 四 球 | 敬 遠 | 死 球 | 三 振 | 併 殺 打 | 打 率 | 出 塁 率 | 長 打 率 | O P S |
| -------- | -------- | ----- | ----- | ----- | ----- | ----- | -------- | -------- | -------- | ----- | ----- | ----- | -------- | ----- | ----- | ----- | ----- | ----- | ----- | -------- | ----- | -------- | -------- | ----- |
| 2012     | ヤクルト | 43    | 51    | 44    | 11    | 12    | 0        | 0        | 0        | 12    | 2     | 11    | 4        | 2     | 1     | 3     | 0     | 1     | 1     | 1        | .273  | .327     | .273     | .599  |
| 2013     | ヤクルト | 63    | 176   | 156   | 30    | 39    | 5        | 1        | 1        | 49    | 10    | 14    | 6        | 4     | 1     | 14    | 0     | 1     | 20    | 1        | .250  | .314     | .314     | .628  |
| 2014     | ヤクルト | 56    | 142   | 125   | 17    | 29    | 4        | 0        | 0        | 33    | 7     | 10    | 4        | 11    | 0     | 5     | 0     | 1     | 21    | 3        | .232  | .267     | .264     | .531  |
| 2015     | ヤクルト | 84    | 240   | 209   | 42    | 48    | 6        | 0        | 3        | 63    | 9     | 6     | 2        | 10    | 0     | 17    | 0     | 4     | 38    | 2        | .230  | .300     | .301     | .601  |
| 2016     | ヤクルト | 76    | 142   | 126   | 17    | 29    | 4        | 2        | 0        | 37    | 5     | 8     | 1        | 8     | 0     | 8     | 0     | 0     | 15    | 0        | .230  | .276     | .294     | .570  |
| 2017     | ヤクルト | 35    | 24    | 23    | 5     | 5     | 1        | 0        | 0        | 6     | 0     | 0     | 1        | 0     | 0     | 1     | 0     | 0     | 8     | 0        | .217  | .250     | .261     | .511  |
| 2018     | ヤクルト | 4     | 2     | 2     | 0     | 0     | 0        | 0        | 0        | 0     | 0     | 1     | 0        | 0     | 0     | 0     | 0     | 0     | 0     | 0        | .000  | .000     | .000     | .000  |
| NPB：7年 | NPB：7年 | 361   | 777   | 685   | 122   | 162   | 20       | 3        | 4        | 200   | 33    | 50    | 18       | 35    | 2     | 48    | 0     | 7     | 103   | 7        | .236  | .292     | .292     | .584  |

### 年度別守備成績
| 年 度 | 球 団    | 外野  | 外野  | 外野  | 外野  | 外野  | 外野     |
| 年 度 | 球 団    | 試 合 | 刺 殺 | 補 殺 | 失 策 | 併 殺 | 守 備 率 |
| ----- | -------- | ----- | ----- | ----- | ----- | ----- | -------- |
| 2012  | ヤクルト | 23    | 22    | 0     | 1     | 0     | .957     |
| 2013  | ヤクルト | 50    | 80    | 2     | 2     | 1     | .976     |
| 2014  | ヤクルト | 54    | 78    | 0     | 5     | 0     | .940     |
| 2015  | ヤクルト | 81    | 120   | 2     | 0     | 1     | 1.000    |
| 2016  | ヤクルト | 60    | 68    | 0     | 2     | 0     | .971     |
| 2017  | ヤクルト | 16    | 10    | 0     | 0     | 0     | 1.000    |
| 2018  | ヤクルト | 3     | 4     | 0     | 0     | 0     | 1.000    |
| 通算  | 通算     | 287   | 382   | 4     | 10    | 2     | .975     |

### 記録
- 初出場：2012年4月1日、対読売ジャイアンツ3回戦（東京ドーム）、8回表に相川亮二の代走で出場
- 初盗塁：同上、8回表に二盗（投手：山口鉄也、捕手：阿部慎之助）
- 初先発出場：2012年4月8日、対中日ドラゴンズ3回戦（ナゴヤドーム）、1番・中堅手で先発出場
- 初打席：同上、1回表に山本昌の前に投ゴロ
- 初打点：2012年7月26日、対広島東洋カープ12回戦（明治神宮野球場）、8回裏に岸本秀樹から中犠飛
- 初安打：2012年8月7日、対横浜DeNAベイスターズ14回戦（明治神宮野球場）、5回裏に藤井秀悟から中前安打
- 初本塁打：2013年5月18日、対千葉ロッテマリーンズ2回戦（明治神宮野球場）、5回裏に成瀬善久から左越2ラン

### 背番号
- 0 （2012年 - 2018年、2020年 - 2021年）